# Primavera negra (novela)

Primavera negra (título original: Black Spring) es un libro de narrativa  autobiográfica del escritor estadounidense Henry Miller. Fue publicado por Obelisk Press, en 1936, en París. El libro, como Trópico de Cáncer, está dedicado a Anais Nin y se lo suele considerar una novela de memorias dividida en diez partes y, a la vez, un libro de cuentos, ya que las secciones en que está dividido pueden ser leídas de manera separada. Es el segundo libro publicado por Miller, sucede a Trópico de Cáncer y precede a Trópico de Capricornio.

## La obra
Primavera negra, narrado en primera persona es, en principio, un libro de memorias. Miller cuenta su propia vida, la de su familia y amigos. Los escenarios son Brooklyn de fines del siglo XIX y comienzos del XX, y París, en los años 1930.
Dividido en diez partes, se lo ha visto como una novela de memorias o como un libro de cuentos, por ser posible leer las secciones de manera separada. Todas las partes del libro tratan sobre el propio Miller, que, igual que en otras obras, cuenta su vida, filósofa, analiza distintos hechos sociales y opina sobre literatura y escritores. 
Las secciones del libro fueron publicadas en revistas estadounidenses hasta la primera edición en Estados Unidos, en 1963. El libro completo no podía ser publicado porque varios de sus historias estaban prohibidas por obscenidad.

## Contenido del libro
- El decimocuarto distrito
- Un sábado por la tarde
- Tercer o cuarto día de la primavera
- ¡El ángel es mi marca de agua!
- La sastrería
- Cronstadt
- En la vida nocturna
- Caminar arriba y abajo en China
- Burlesco
- Maníaco megalopolita